# Rosa centifolia
Rosa × centifolia (lateinisch: centifolia = „hundertblättrig“), auch Zentifolie (und früher auch Rosa centifolia L.), ist eine Rosengruppe mit gefüllten Blüten, die zu den alten Rosen zählt. Sie wird auch Gartenrose genannt.

## Geschichte
Bereits Theophrast und Plinius erwähnten eine rosa centifolia, weshalb man früher glaubte, dass es sie schon im Altertum in Nordgriechenland oder Kleinasien gegeben habe und dass sie die älteste aller Rosen sei. Im Gegensatz zu der barocken oder modernen Rosa centifolia beschrieb Plinius seine hundertblättrige Rose jedoch als geruchslos.
Heute vermutet man, dass die Rosa × centifolia erst gegen Ende des 16. Jahrhunderts vermutlich in Holland durch Züchtung entwickelt wurde. Clusius berichtete 1601 in seiner Rariorum Plantarum Historia, dass er 1589 zwei Pflanzen der angeblichen rosa centifolia des Plinius bekommen habe und beschrieb sie als 'Rosa centifolia batavica' („holländische Zentifolie“). Jean Bauhin sah im Juli 1595 in Pforzheim eine solche Rose, die angeblich aus dem griechischen Delphi stammte und unheimlich teuer gewesen sein soll. Kurz danach erwähnte der englische Botaniker John Gerard eine Zentifolie in seinem Catalogus (1596) und beschrieb sie in seinem Herball von 1597 als 'Rosa Hollandica sive Batava' („holländische oder batavische Rose“).
Zentifolien wurden seit etwa 1600 besonders häufig von flämischen und niederländischen Malern in Stillleben und anderen Gemälden abgebildet, weshalb sie auch als „Rose des Peintres“ (französisch: „Rose der Maler“) bekannt wurden (siehe unten). Das wahrscheinlich früheste Bild einer Zentifolie schuf Jacques de Gheyn II. im Jahr 1603.

## Eigenschaften

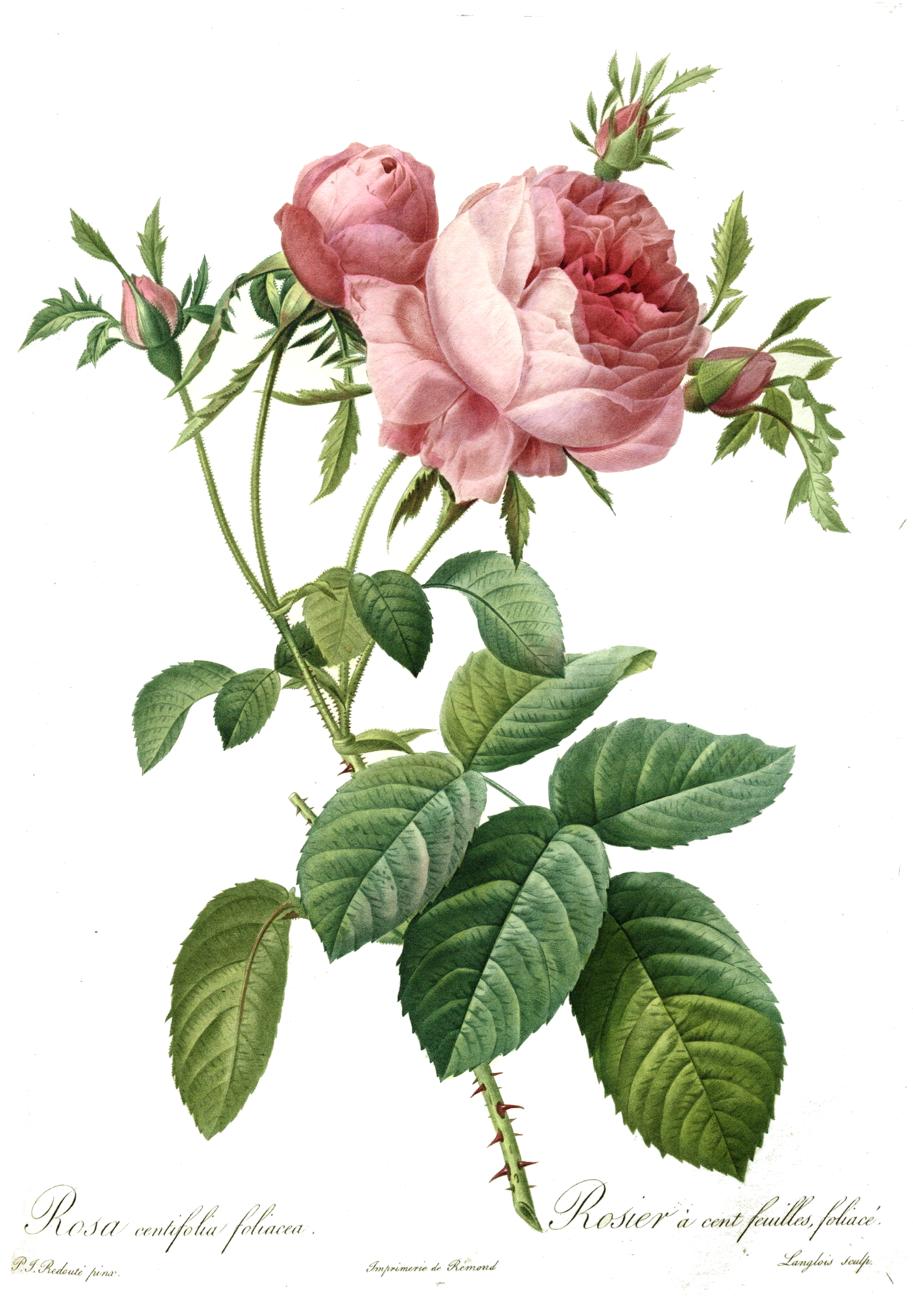
Pierre Joseph Redouté (1759–1840): Rosa centifolia 'foliacea' (vor 1810)

Genetische Untersuchungen haben ergeben, dass es sich wahrscheinlich um eine Kreuzung aus Rosa gallica, Rosa moschata, Rosa canina und Rosa × damascena handelt.
Der Wuchs der Rosa × centifolia ist vergleichbar mit der Wildrose Rosa gallica, stark bestachelte Sträucher bis 2 m hoch, ihre Blüten sind üppig, in Gruppen, überhängend und stark gefüllt – entsprechend dem Namen „centifolia“ (hundertblättrig). Die Farbe ist meist Rosa, doch kommen auch weiße und purpurrote Töne vor.
Die Zentifolien sind in Bauerngärten sehr beliebt, winterhart und lieblich duftend. Ihre Blütenblätter werden zur Gewinnung von Rosenöl und Rosenwasser, für kosmetische Zwecke und Parfüm, sowie zur Zubereitung von Rosenkonfitüre verwendet.
Eine Untergruppe der Zentifolien sind die Moosrosen. Die meisten Sorten der Moosrosen wurden bis etwa 1850 gezüchtet. Als „gelbe Centifolie“ war früher die gefüllte Rosa hemisphaerica bekannt, die jedoch keineswegs zu den Zentifolien gehört.

## Sorten
Die älteste bekannte Rose dieser Gattung ist die Rosa × centifolia L., die auch 'Kohlrose' oder 'Provence-Rose' genannt wird. Von den über 200 Zentifolien, die im 17. und 18. Jahrhundert bekannt waren, sind heute noch etwa 20 Sorten der Zentifolie im Handel. Die Sorte 'Reine des Centifeulles', Belgien 1824, ist als „Königin der Zentifolien“ eine bemerkenswerte Rose mit typischem, feinem Duft und großen, dicht gefüllten rosafarbenen Blüten im Juni. Eine Auswahl beliebter Sorten im Überblick:
- 'Blanchefleur', Vibert 1835, rahmweiß mit feinem rotem Saum;
- 'Bullata', vermutlich 1801, rosa;
- 'Centifolia' (auch 'Kohlrose', 'Provence-Rose', 'Rose des Peintres'), vor 1600, sehr üppig, rosa;
- 'Centifolia variegata' (auch 'Belle des Jardins', 'Cottage Maid' u. a.), Vibert 1845, weiß mit rosa Streifen;
- 'Fantin Latour', 19. Jahrhundert, rosa, stark duftend;
- 'Juno', 1832, zartrosa;
- 'Parvifolia', 1664, violett-rosa;
- 'Petite de Hollande', um 1800, Miniaturrose, rosa;
- 'Reine des Centifeuilles', Belgien 1824, reinrosa;
- 'Rose de Meaux', vor 1789, Miniaturrose, rosa;
- 'Rose de Meaux White', weiß - ein Sport der 'Rose de Meaux';
- 'Spong', um 1805, Miniaturrose, rosa, schwach duftend;
- 'Unique Blanche', 1775, weiß;

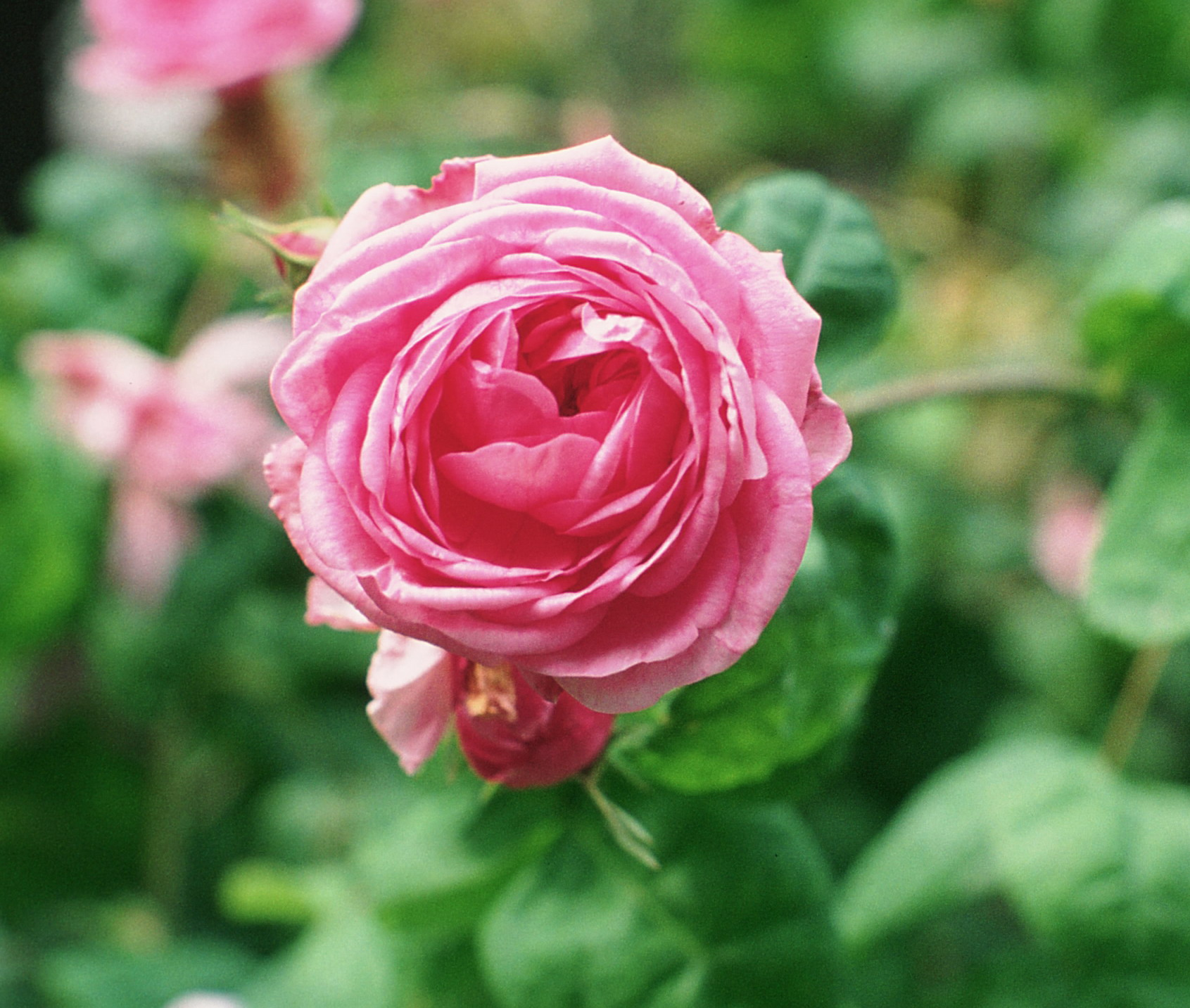
'Bullata'
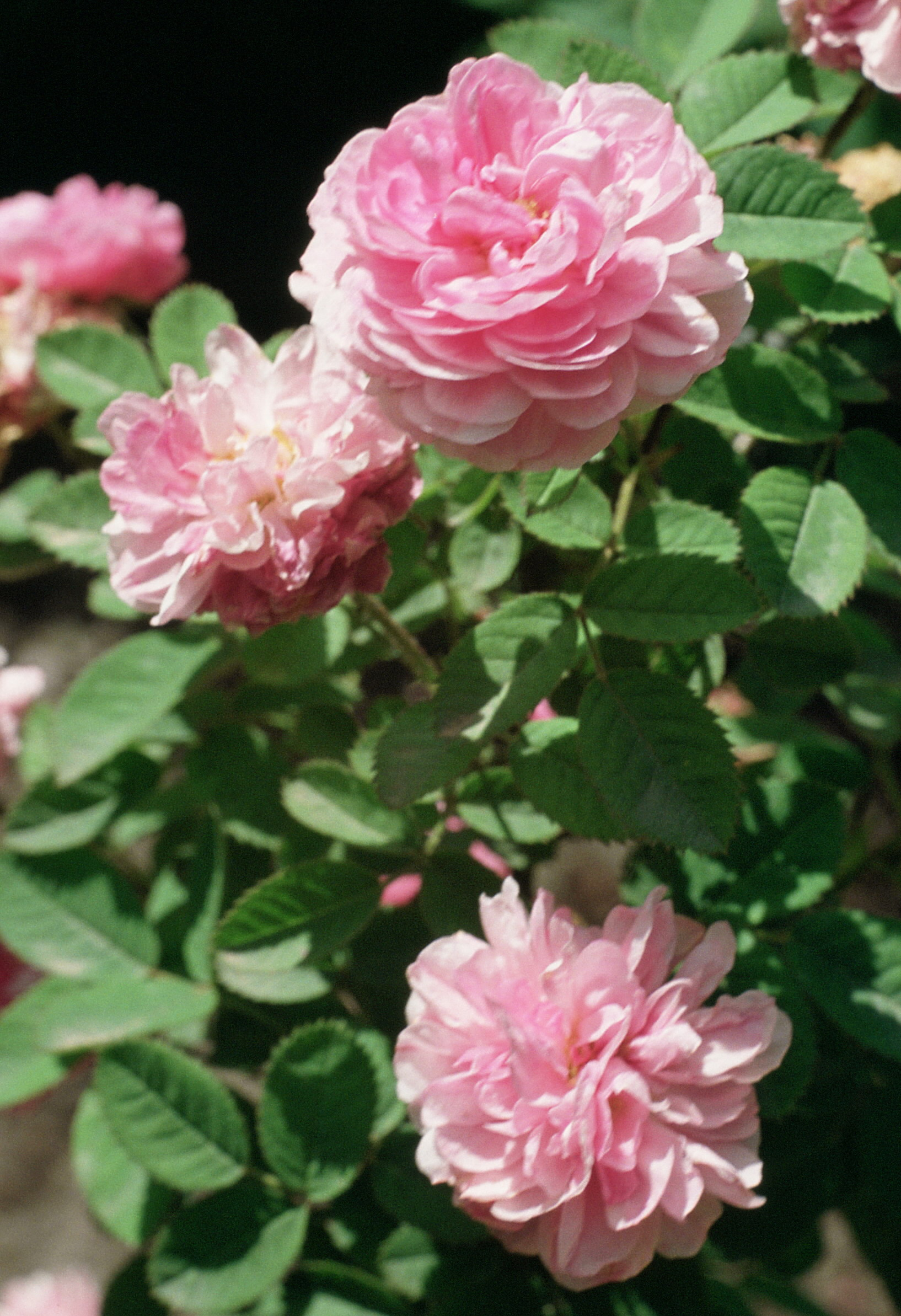
'Rose de Meaux'
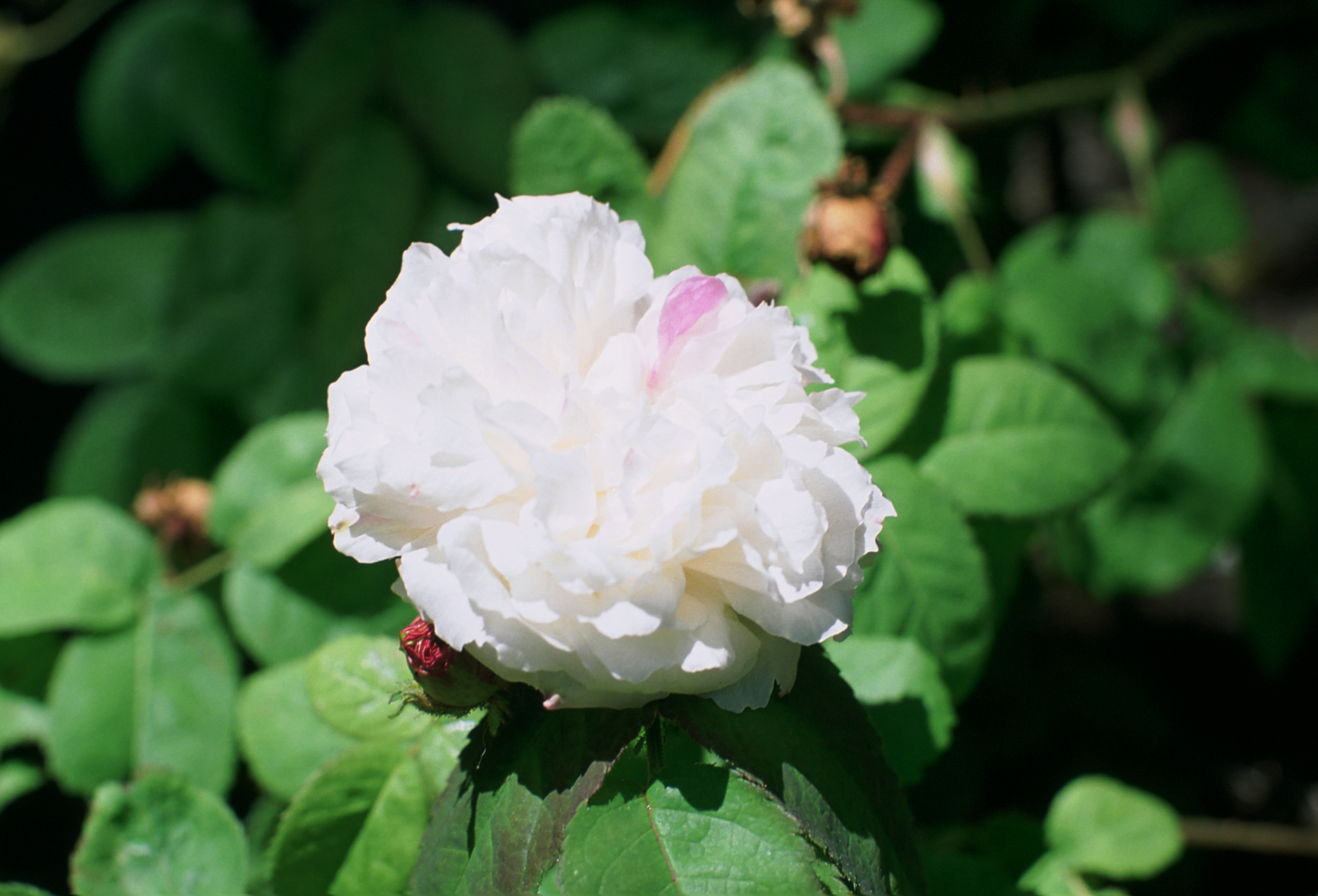
'Unique Panachee'
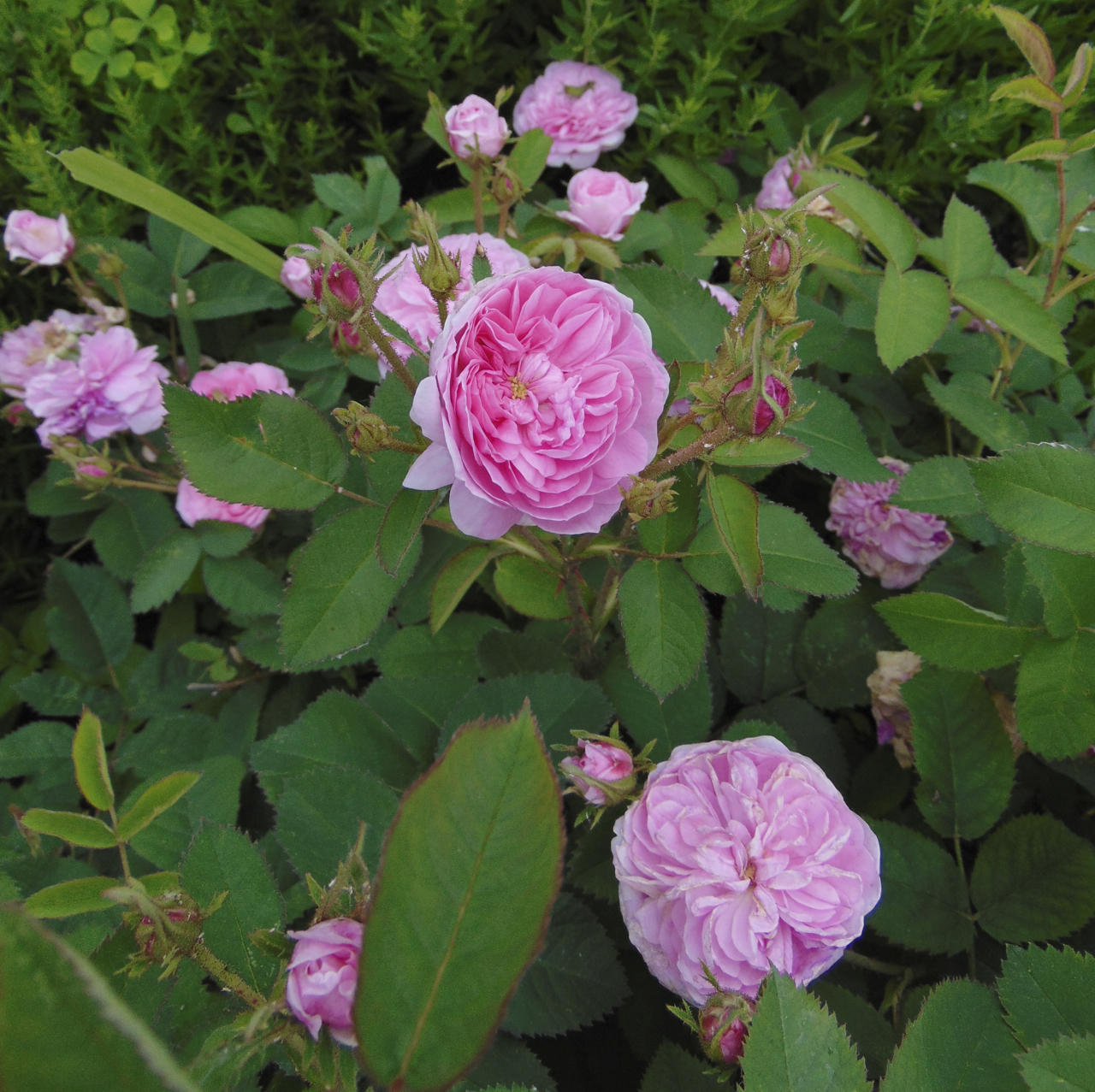
'Petite de Hollande'
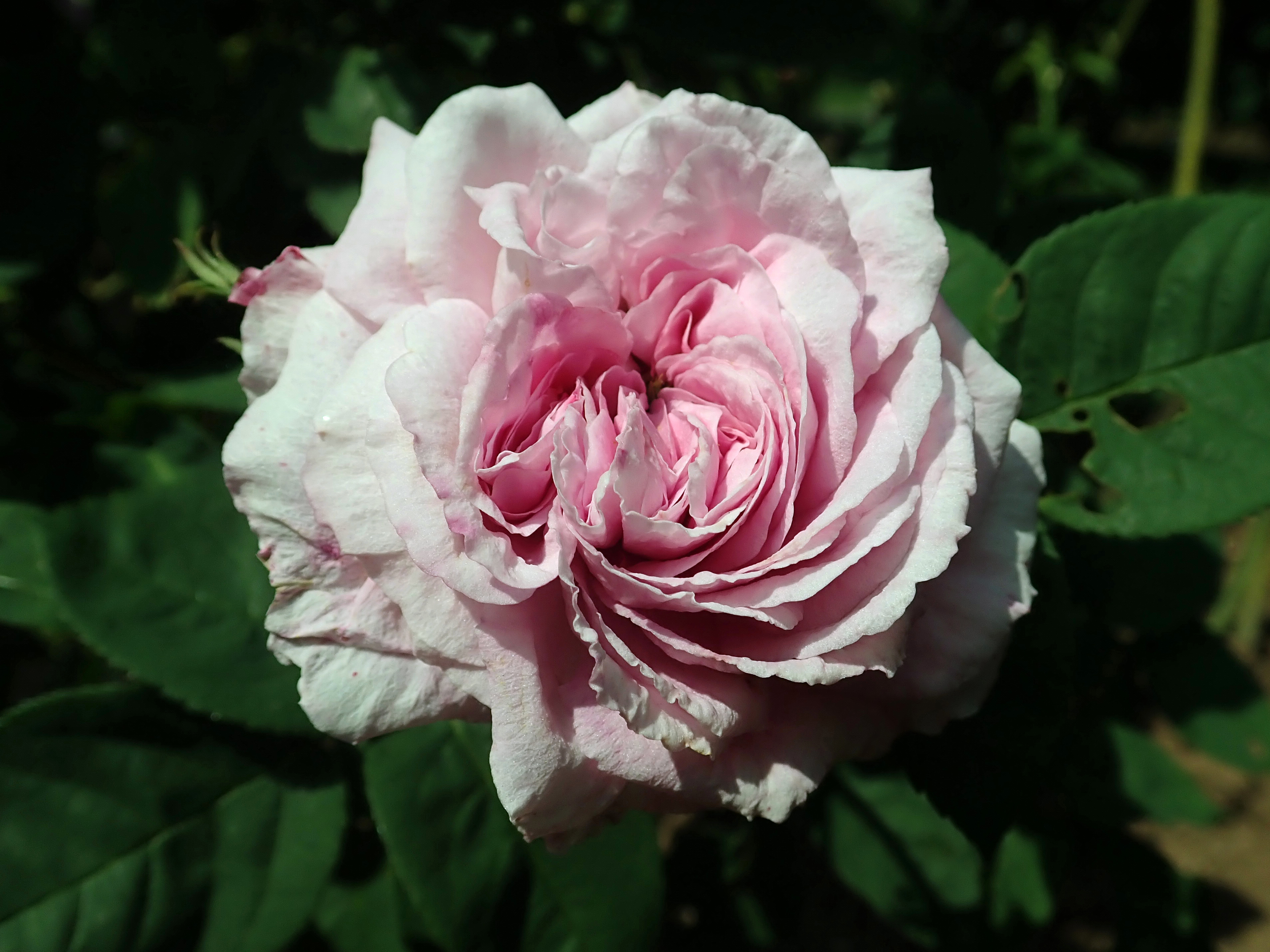
'Gaspard Monge'

## Zentifolien in der Kunst

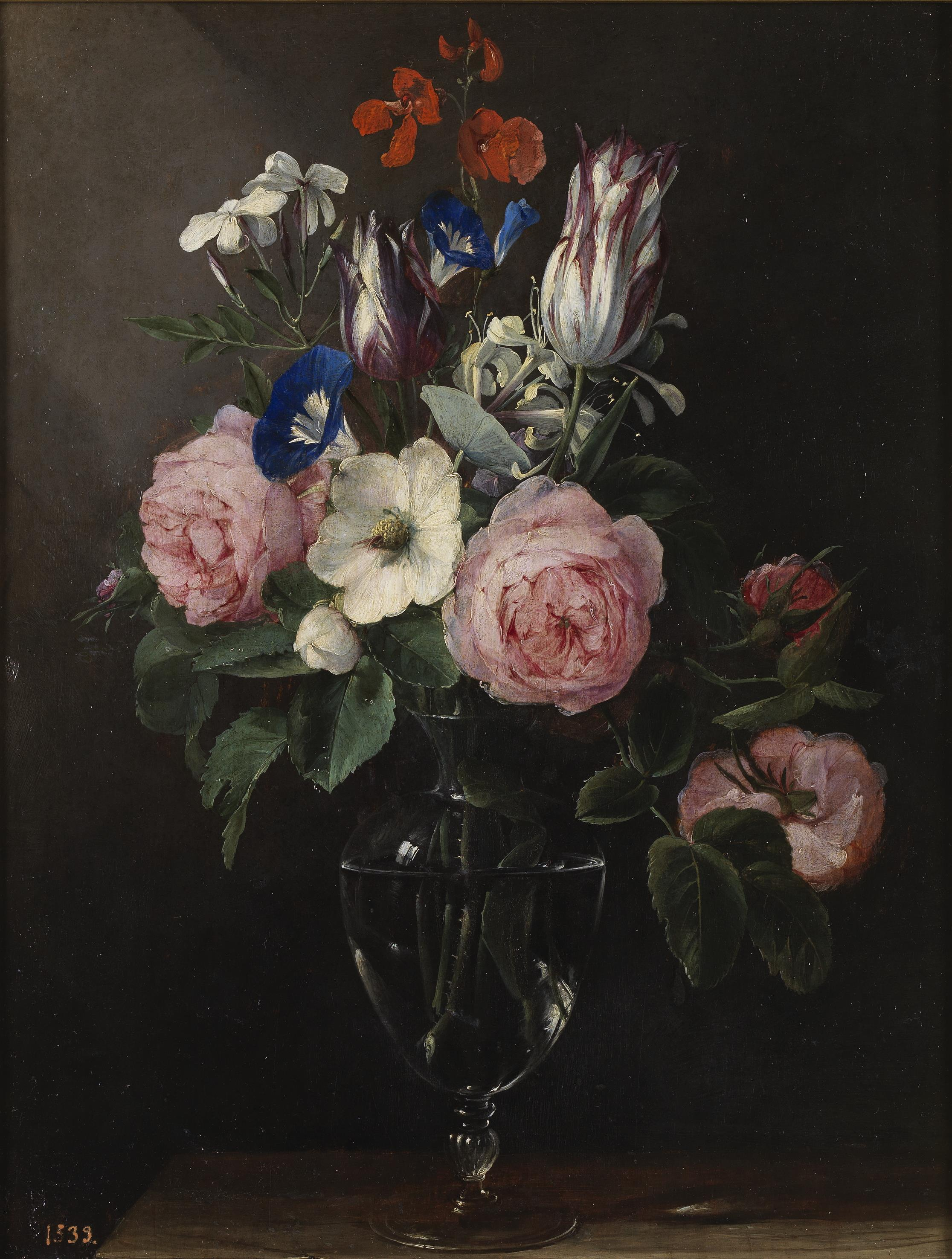
Jan Brueghel d. Ä. (1568–1625): Blumenvase
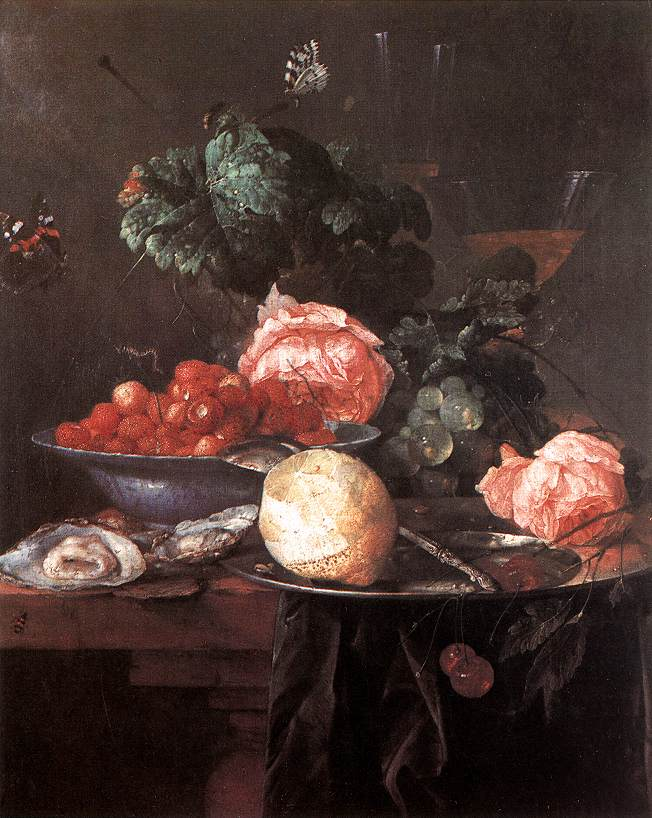
Jan Davidsz. de Heem (1606–1684): Stillleben mit Früchten und Rosen (1652)
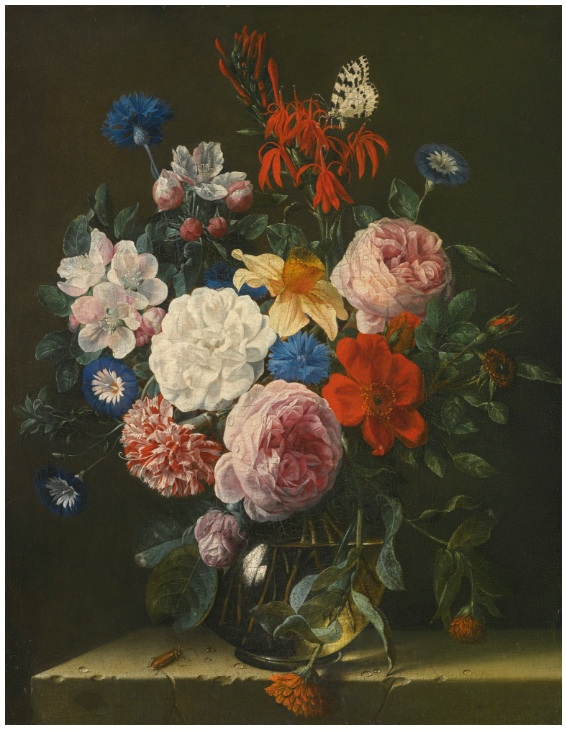
Nicolaes van Verendael (1640–1691): Stillleben mit Rosen
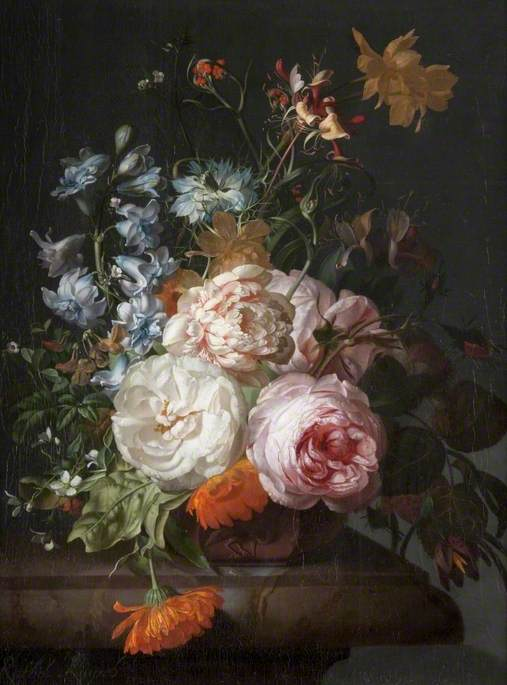
Rachel Ruysch (1664–1750): Stillleben mit Rosen (1723)
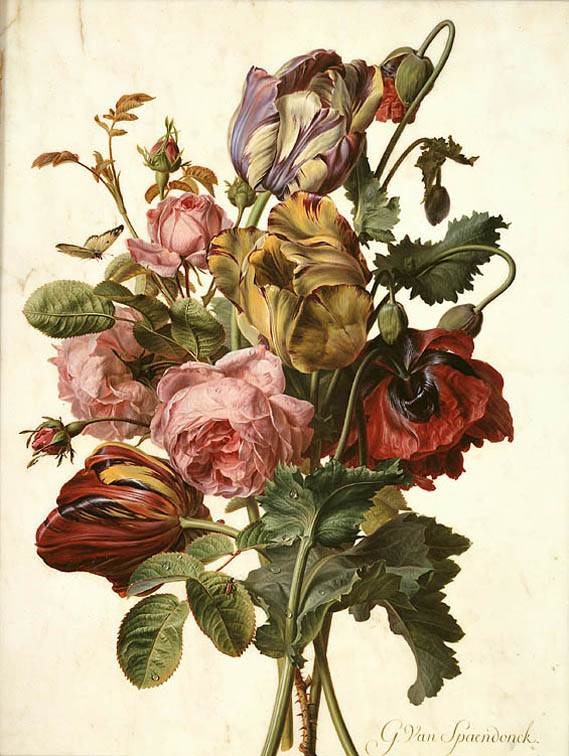
Stillleben von Gerard van Spaendonck (1746–1822)